# Église Saint-Briac de Bourbriac
L'église Saint-Briac est une église située dans la commune de Bourbriac, dans le département des Côtes-d'Armor en Bretagne.

## Historique
La tradition attribue la fondation du bourg à saint Briac qui y aurait établi un monastère au VIe siècle à l’invitation du roi Deroch, dont le château aurait été situé sur la motte féodale de Koz-Kastell toute proche, mais aucun indice historique, archéologique ou toponymique n’appuie cette hypothèse.   
À l’époque romane, une église dont le chœur repose sur une crypte est édifiée par les bénédictins de Saint-Mélaine de Rennes. 
Elle est fortement endommagée pendant la guerre de Succession de Bretagne.  
Au XVIe siècle, on édifie le porche nord, la tour-porche et le transept sud. Le chœur et le croisillon nord du transept sont repris.  
En 1765, la nef est complètement détruite par un incendie. Elle est reconstruite, ainsi que les bas-côtés. La tour de croisée romane est remplacée par un clocheton. Les autels latéraux datent de cette campagne de construction. 
La flèche de l’église est détruite par un ouragan dans la nuit du 7 au 8 janvier 1867. La flèche est reconstruite en 1869 par l'architecte Alphonse Guépin.
L’orgue est mis en place en 1989. 
Cette église fait l’objet d’un classement au titre des monuments historiques depuis le 11 octobre 1907.

## Architecture et extérieurs
L’édifice est en forme de croix latine avec une nef de cinq travées flanquée de bas-côtés, un transept peu saillant et un chevet plat.
Extérieurement, l’édifice est marqué par le style gothique flamboyant. Seuls le pignon de la partie centrale du chœur et celui du transept nord, épaulés par des contreforts plats maçonnés, portent la trace de l’origine romane de l’église. Ils ont été percés de fenêtres à remplage au XVIe siècle.
La tour-porche, appelée "an tour nevez" (tour neuve) en opposition à la tour de croisée aujourd’hui disparue, est une des premières manifestations de la Renaissance bretonne (elle semble avoir remplacé un clocher-porche roman). Elle porte une inscription précisant la date du début des travaux (10 juin 1535) et le nom du maître d’ouvrage (G.Cozic). Un Arbre de vie sort du bénitier situé entre les deux portes intérieures. La flèche néo-gothique érigée en 1869 culmine à 64 mètres de hauteur. 
Le porche nord, également du XVIe siècle, est ornée de 12 statues d'Apôtres en terre cuite polychrome. 
Non loin de l'église se trouve la fontaine de Saint-Briac, qui pourrait également dater du XVIe siècle. La niche du saint est vide depuis le XIXe siècle. 

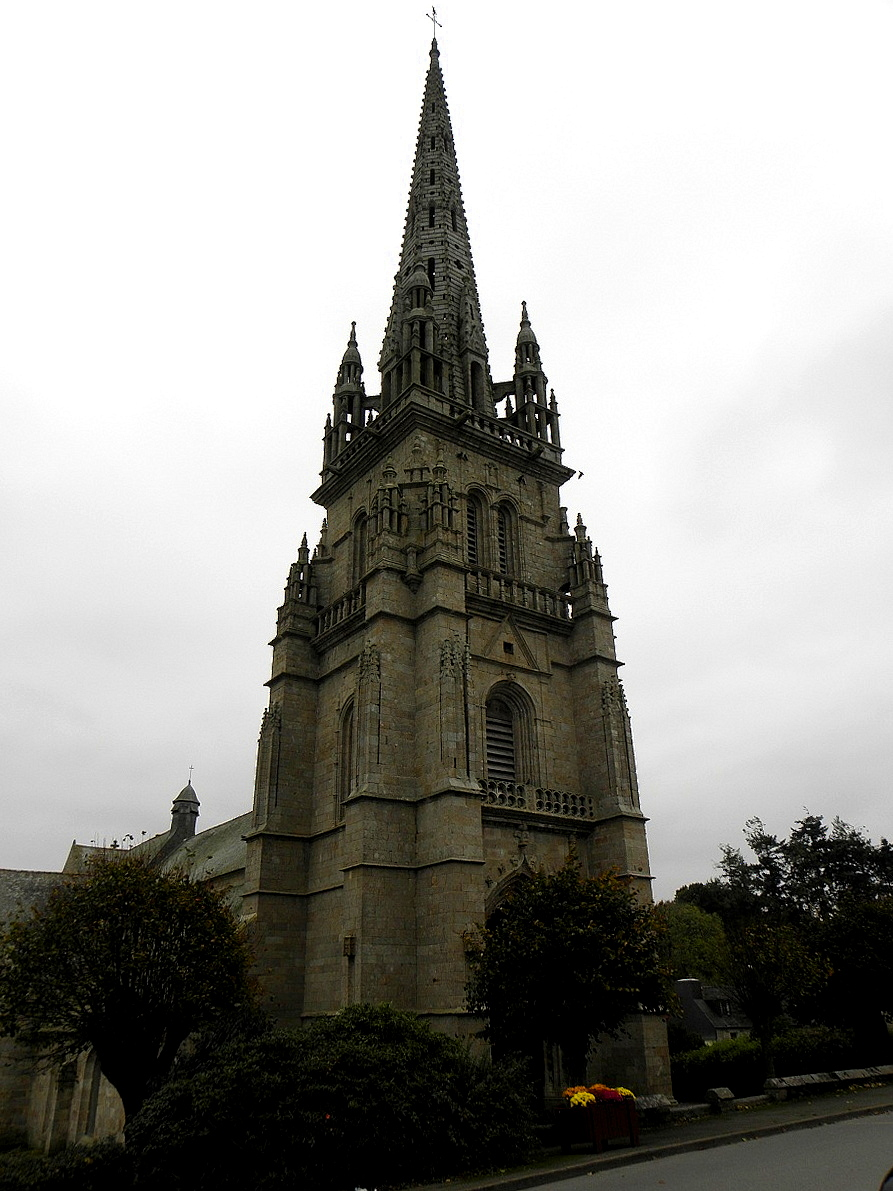
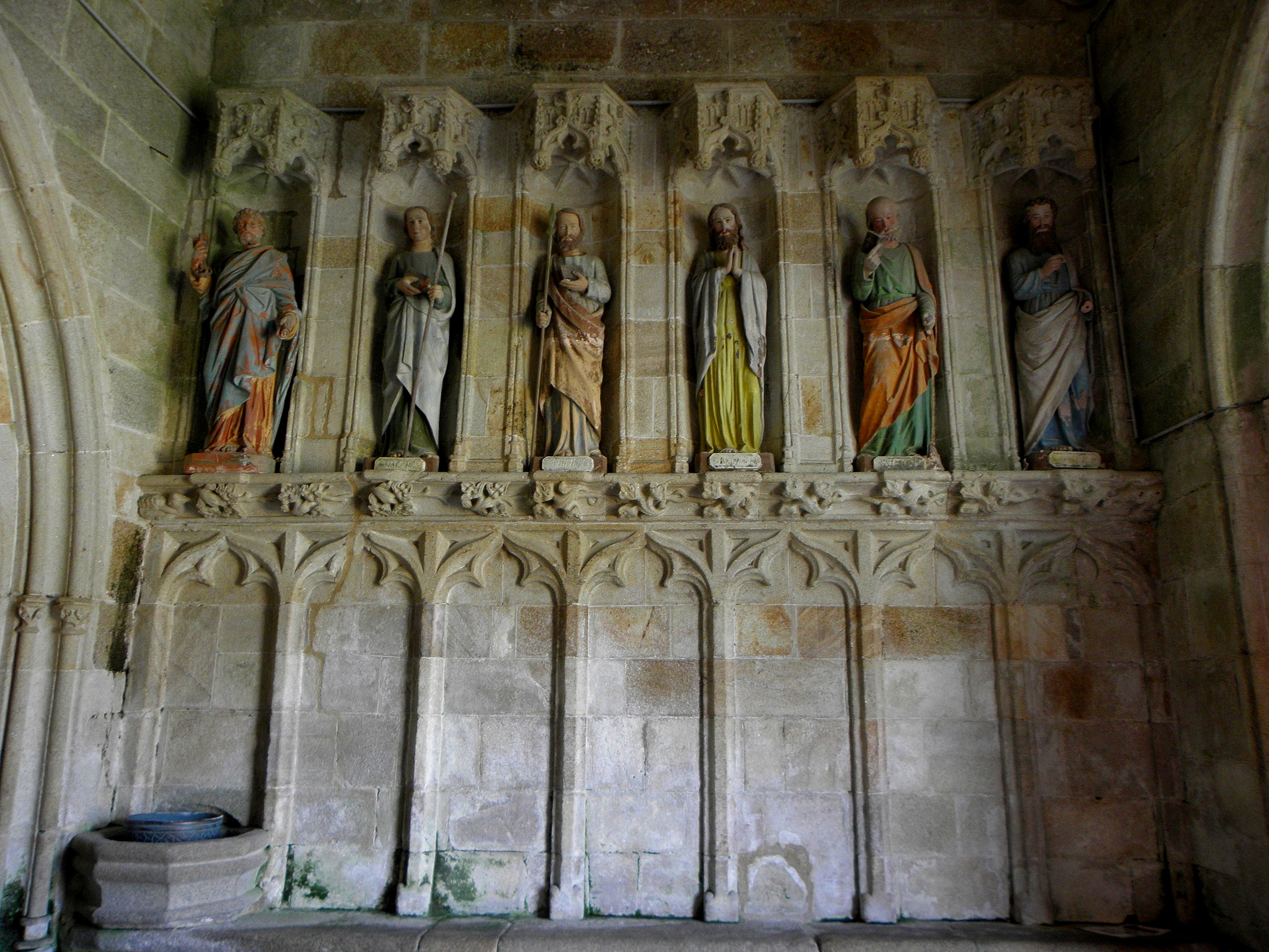
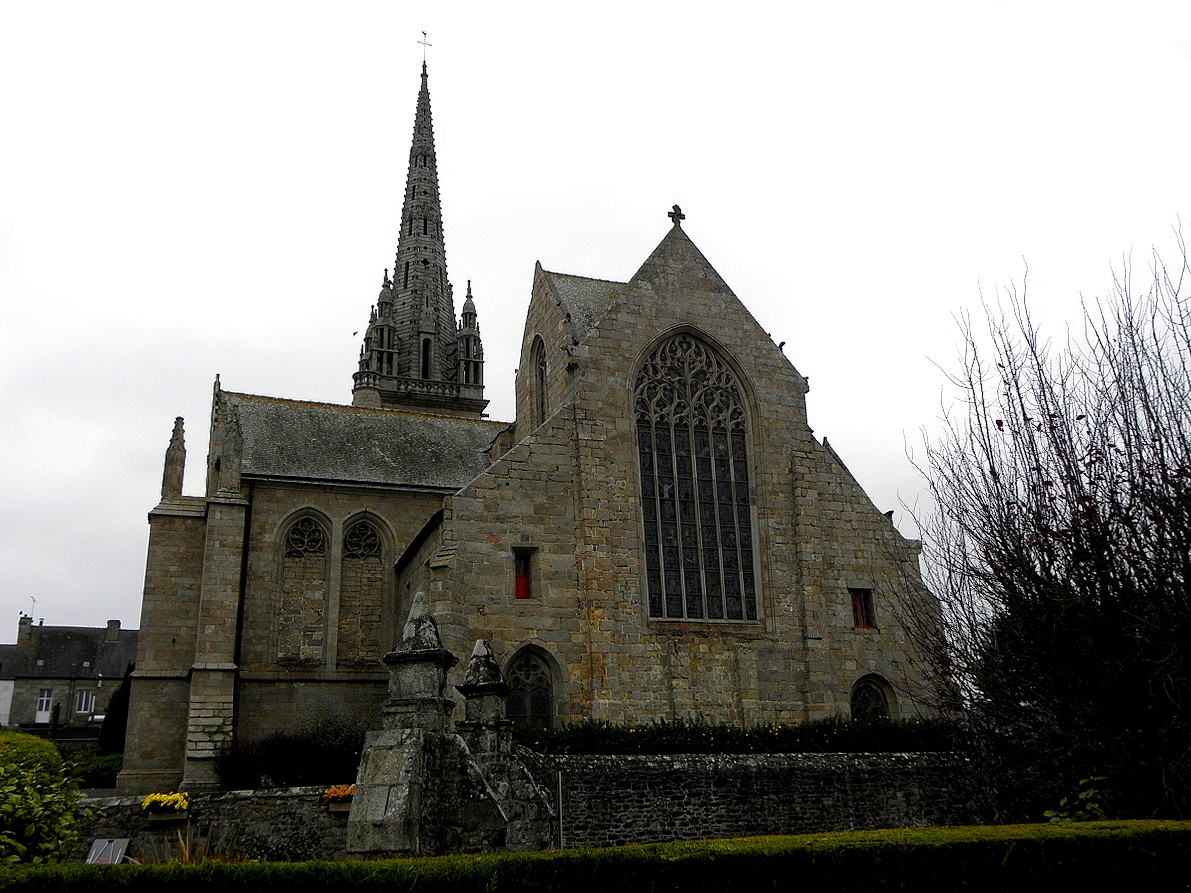
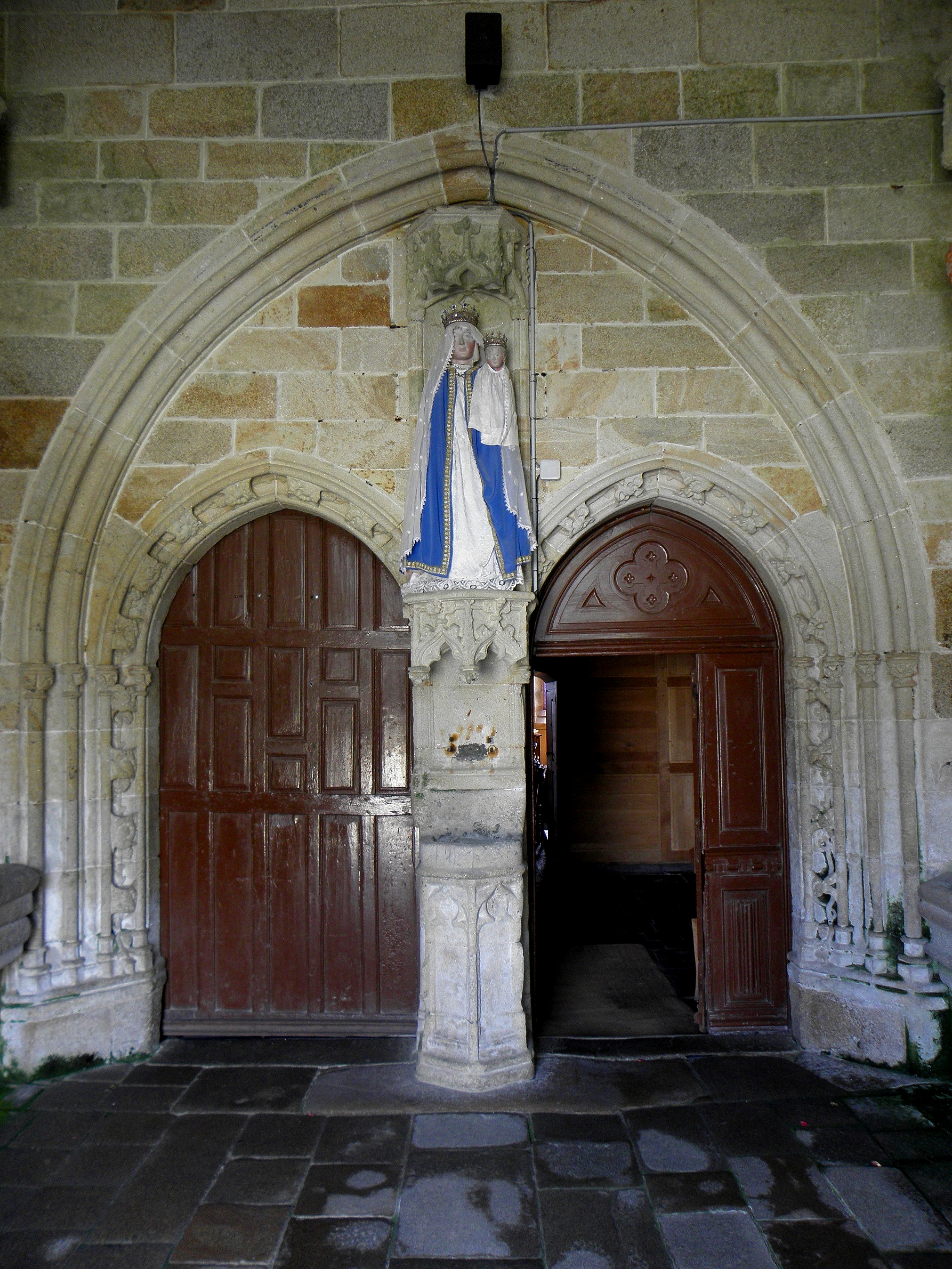

## Intérieur
De l’époque romane subsiste la crypte, la croisée de transept, ainsi que le chœur (élargi au XVIe siècle) et le croisillon nord. 
L’église étant construite sur un terrain en pente, le chœur est porté par des cryptes. La partie centrale, plus ancienne, mesure 6 × 6 mètres. Elle semble dater du XIe siècle ou XIIe siècle mais a subi des remaniements et replatrages qui la rendent peu lisible. Elle est couverte d’une voûte d’arête reposant sur quatre piliers hauts de 2,5 mètres disposés en carré. Les deux supports orientaux sont cylindriques et sans imposte. Les deux autres, plus élaborés, semblent dater d’une réfection postérieure : l’un est octogonal et l’autre carré. La crypte romane est flanquée au nord et au sud de deux cryptes plus récentes, remaniées au XVIe siècle avec lesquelles elle communique par des portes sans caractère. Elles sont voûtée en berceau. Elles sont surmontées d’une sacristie et d’un trésor.
La croisée du transept est marquées par quatre grands arcs diaphragmes de plein cintre retombant sur des piles complexes dont les impostes sont ornées de frises continues gravées (chevrons imbriqués, étoiles, motif vannerie). Elle date du XIIe siècle. L’escalier desservant la tour qui la surmontait jusqu’au XVIIIe siècle existe toujours à l’angle nord-est de la croisée.
Au fond de l’église se trouve un catafalque du XIXe siècle abritant un gisant en albâtre (XVIe siècle), dit “tombeau de saint Briac”. Derrière on peut voir un cercueil monolithique qui pourrait dater du Haut Moyen Âge, dans lequel aurait reposé le corps du saint selon la tradition locale. Il se trouvait autrefois dans la crypte.
L’église contient également un buste-reliquaire de saint Briac, porté en procession deux fois l’an (Ascension et troisième dimanche de juillet).